# Mauna Kahalawai
Mauna Kahalawai (ang. West Maui Mountains) – wygasły wulkan na Oceanie Spokojnym na wyspie Maui w archipelagu Hawajów.

## Geologia i geografia
Jest to plejstoceński wulkan tarczowy, który uległ silnej erozji. Jego zbocza są pocięte przez głębokie, strome doliny, rozciągające się od północy i wschodu do szczytowej kaldery. Badania z lat 1980. wskazują, że najmłodsze wypływy lawy mają ponad 25 tysięcy lat. Datowanie metodą potasowo-argonową wskazało wiek 1,32 ± 0,04 miliona lat.

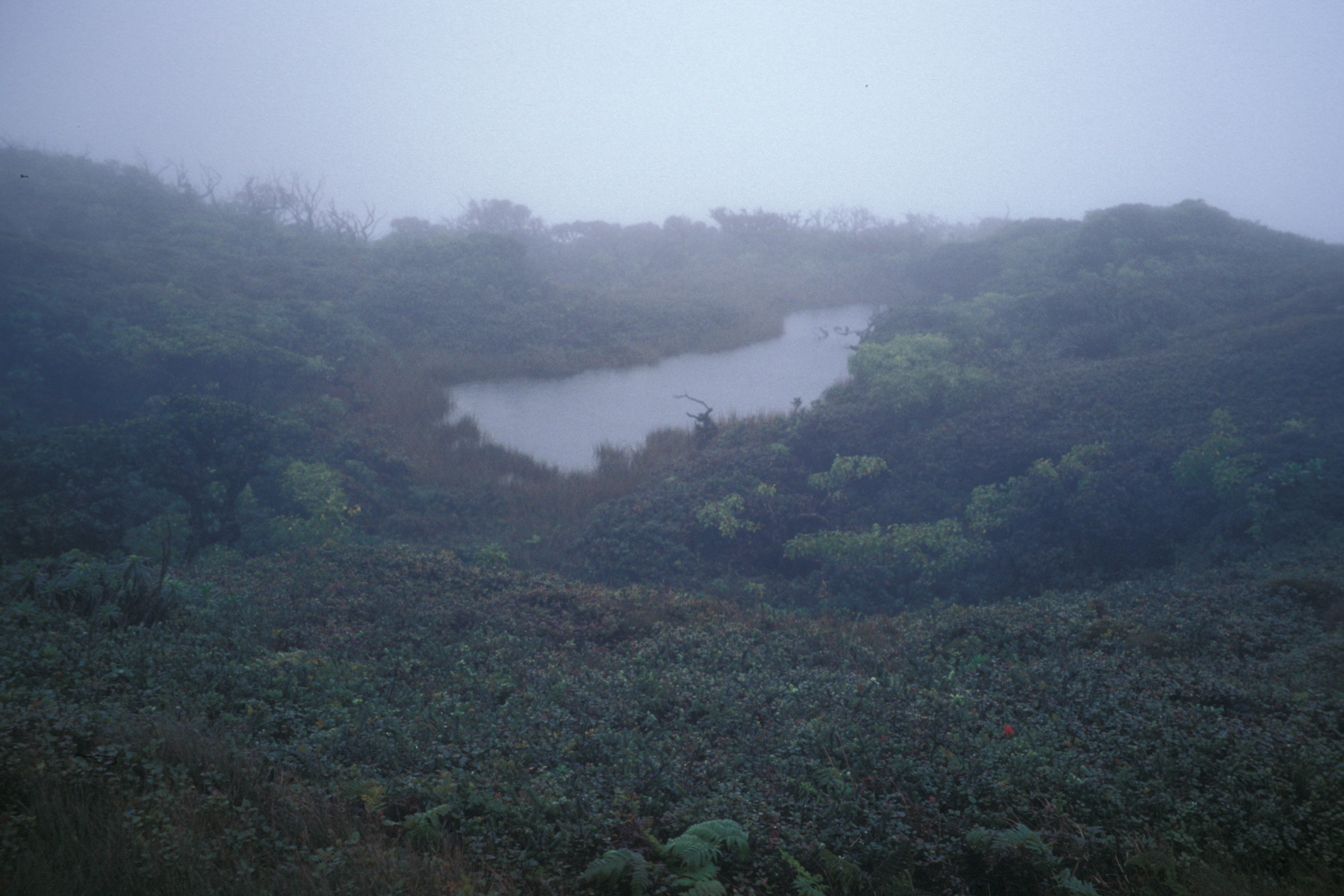
Jezioro na Puʻu Kukui

Ze względu na bogatą rzeźbę terenu, niektóre części masywu są praktycznie niedostępne. W dolinach znajduje się wiele rzek i wodospadów, w tym druga co do wysokości kaskada w Stanach Zjednoczonych. Szczyt Mauna Kahalawai nosi nazwę Puʻu Kukui i jest objęty ochroną jako prywatny rezerwat. Znajduje się w nim wysokogórskie mokradło i las mglisty, w którym rośnie prawie 300 gatunków lokalnych roślin.

## W kulturze
Hawajska nazwa Kahalawai oznacza „Dom wody”. Masyw ten znany jest także pod nazwą Hale Mahina, co odnosi się do bogini Hina i oznacza „Dom Księżyca”. Znajduje się w nim wiele miejsc o znaczeniu kulturowym i historycznym dla Hawajczyków. Doliny położone po stronie miejscowości Lahaina, leżącej na stoku wulkanu, noszą nazwę dolin Piʻilani, a położone po stronie miejscowości Waiheʻe noszą nazwę dolin Piʻikea, od imienia siostry Piʻilani.
W obrębie Lahaina znajduje się dawna rezydencja władców, Moku‘ula, używana od XVI do XVIII wieku. Leży ona na osi doliny wcinającej się w masyw Mauna Kahalawai i w dniu przesilenia letniego promienie zachodzącego Słońca świecą w osi doliny, oświetlając masyw oglądany z Moku‘ula.